# دريا تينكاولو
دريا تينكاولو (بالتركية: Derya Tınkaoğlu) مواليد 3 أبريل 1988 في قسطموني، تركيا، هي لاعبة كرة يد تركية تلعب كحارس مرمى.

## الإنجازات
- الدوري التركي لكرة اليد للسيدات
  - الفوز (1): 2013–14
  - الوصافة (2): 2010–11، 2007–08
  - المركز الثالث (1): 2012–13